# 21 (Polo G)
21 è un brano musicale del rapper statunitense Polo G, pubblicato il 15 maggio 2020 come sesta traccia del suo secondo album in studio The Goat.

## Descrizione
Il brano è quasi un racconto della vita di Polo G, che fa alcuni riferimenti alla morte del collega e amico Juice Wrld, deceduto a dicembre 2019 per un attacco epilettico dovuto a un'overdose di stupefacenti, ad esempio la frase "can't relapse off these drugs, man, R.I.P. to Juice; we was tweakin' off them Percs, I popped my last one with you" ("non posso ricascare in quelle droghe, RIP Juice; eravamo dipendenti da quelle pillole, ho preso l’ultima con te").

## Video musicale
Il video musicale è stato pubblicato il 15 giugno 2020 sul canale YouTube della Lyrical Lemonade e diretto da Cole Bennett. Sono presenti due tributi al defunto rapper Juice Wrld.

## Tracce
1. 21 – 2:44

## Classifiche
| Classifica (2020)         | Posizione massima |
| ------------------------- | ----------------- |
| Canada                    | 86                |
| Irlanda                   | 82                |
| Stati Uniti               | 62                |
| Stati Uniti (R&B/Hip-Hop) | 27                |